# Darja Wladimirowna Mischina
Darja Wladimirowna Mischina (russisch Дарья Владимировна Мишина, englische Schreibweise Daria Mishina; * 9. April 1993 als Darja Wladimirowna Mironowa, englische Schreibweise Daria Mironova; *) ist eine russische Tennisspielerin.

## Karriere
Mischina begann mit sieben Jahren das Tennisspielen und bevorzugt Hartplätze. Sie spielt vorrangig Turniere auf der ITF Women’s World Tennis Tour, wo sie bislang sieben Titel im Einzel und elf im Doppel gewinnen konnte.
Am 25. August 2021 wurde bei Mischina ein routinemäßiger Dopingtest durchgeführt, der positiv ausfiel; in ihrem Blut wurde die Substanz exogenes Testosteron nachgewiesen. Am 16. Oktober 2021 wurde sie von der ITF vorübergehend suspendiert.
Ihr bislang letztes internationale Turnier spielte Mischina daher im September 2021. Sie wird daher nicht mehr in der Weltrangliste geführt.

## Turniersiege

### Einzel
| Nr. | Datum              | Turnier             | Kategorie   | Belag     | Finalgegnerin           | Ergebnis        |
| --- | ------------------ | ------------------- | ----------- | --------- | ----------------------- | --------------- |
| 1.  | 10. März 2013      | Scharm asch-Schaich | ITF $10.000 | Hartplatz | Naomi Broady            | 7:62, 2:6, 7:64 |
| 2.  | 7. Juni 2015       | Kasan               | ITF $10.000 | Hartplatz | Anastasia Frolowa       | 5:7, 6:0, 7:65  |
| 3.  | 2. August 2015     | Savitaipale         | ITF $10.000 | Sand      | Dea Herdželaš           | 6:4, 4:6, 6:4   |
| 4.  | 5. August 2018     | Kasan               | ITF $15.000 | Sand      | Walerija Juschtschenko  | 6:3, 6:1        |
| 5.  | 12. August 2018    | Kasan               | ITF $15.000 | Sand      | Ekaterina Kazionowa     | 6:1, 6:2        |
| 6.  | 23. Dezember 2018  | Antalya             | ITF $15.000 | Hartplatz | Ekaterina Wischnewskaja | 6:3, 6:1        |
| 7.  | 12. September 2021 | Warna               | ITF W15     | Sand      | Dschulija Tersijska     | 6:4, 6:4        |

### Doppel
| Nr. | Datum              | Turnier             | Kategorie   | Belag             | Partnerin             | Finalgegnerinnen                             | Ergebnis            |
| --- | ------------------ | ------------------- | ----------- | ----------------- | --------------------- | -------------------------------------------- | ------------------- |
| 1.  | 21. November 2015  | Helsinki            | ITF $10.000 | Hartplatz (Halle) | Darja Lodikowa        | Magali Kempen Kelly Versteeg                 | 3:6, 6:2, [10:5]    |
| 2.  | 15. Dezember 2018  | Antalya             | ITF $15.000 | Hartplatz         | Anastassija Suchotina | Ekaterina Wischnewskaja Angelina Schurawlewa | 7:64, 6:2           |
| 3.  | 23. März 2019      | Antalya             | ITF W15     | Sand              | Xenija Palkina        | Cristina Dinu Lina Gjorcheska                | 6:3, 3:6, [12:10]   |
| 4.  | 15. Juni 2019      | Gimcheon            | ITF W15     | Hartplatz         | Ayumi Koshiishi       | Kanako Morisaki Ayaka Okuno                  | 6:3, 3:6, [12:10]   |
| 5.  | 6. Juli 2019       | Denain              | ITF W25     | Sand              | Xu Shilin             | Bárbara Gatica Rebeca Pereira                | 6:0, 7:5            |
| 6.  | 21. September 2019 | Melilla             | ITF W15     | Sand              | Anna Morgina          | Ángela Fita Boluda Olga Parres Azcoitia      | 6:1, 6:72, [10:6]   |
| 7.  | 31. Oktober 2020   | Scharm asch-Schaich | ITF W15     | Hartplatz         | Xenija Laskutowa      | Anastasia Gasanowa Walerija Strachowa        | 5:7, 7:66, [10:4]   |
| 8.  | 7. November 2020   | Scharm asch-Schaich | ITF W15     | Hartplatz         | Xenija Laskutowa      | Valentina Ryser Lulu Sun                     | 7:63, 6:72, [12:10] |
| 9.  | 12. Dezember 2020  | Kairo               | ITF W15     | Sand              | Noel Saidenowa        | Elina Awanesjan Anastasia Tichonowa          | 6:2, 2:6, [11:9]    |
| 10. | 24. Juli 2021      | Moskau              | ITF W15     | Sand              | Anna Morgina          | Nigina Abduraimova Angelina Gabujewa         | 7:5, 2:6, [11:9]    |
| 11. | 28. August 2021    | Almaty              | ITF W25     | Hartplatz         | Nigina Abduraimova    | Sabina Sharipova Stéphanie Visscher          | 4:6, 6:4, [10:3]    |